# Мијат Божовић
Мијат Божовић (1941 — 2015) био је српски композитор и текстописац народних мелодија.

## Биографија

### Стваралаштво
Рођен је у Зубином Потоку 1941. године. Средњу музичку школу завршио је у Призрену, дипломирао на музичкој академији у Сарајеву. Био је уредник и продуцент у ПГП РТС−у. У својој музичкој каријери био је аутор бројних хитова народне и новокомпоноване музике. Компоновао је за познате народне певаче Југославије — Милета Китића, Ханку Палдум, Мухарема Сербезовског, Наду Обрић и многе друге. Продуцирао је све албуме Светлане Цеце Ражнатовић које је издала на почетку своје каријере за ПГП РТС.
Остаће упамћен по десетинама хитова које је потписао као аутор музике аранжмана и текстова, а најпознатији су „Вољела сам очи невјерне” (Ханка Палдум) и „Плава жена топла зима” (Сејо Питић).
До рата у Босни и Херцеговини живео је и радио у Сарајеву, а затим у Београду. Последње године живота провео је у родном Зубином Потоку. Преминуо је 9. марта 2015, у болници у Косовској Митровици.

### Приватни живот
Имао је троје деце, две кћерке и сина.

## Стваралаштво
- Сејо Питић: Најдража љубав, Плава жена, топла зима
- Ханка Палдум: Вољела сам очи невјерне (Зелене очи), Доста је било љубави, Испијмо чашу једну
- Недељко Билкић: Пјесма о севдаху
- Неџад Салковић: Волио бих да сам сунце, Ђули Стана
- Слободан Лалић: Да се нисам оженио лани
- Тома Здравковић: Да си све што желим
- Василија Радојчић: Збогом остај љубави
- Нада Обрић: Зашто се нисмо раније срели
- Мирослав Илић: Кад грожђе зри, Зора зори, дан се забјелио
- Добривоје Топаловић: Песма певача
- Слободан Мулина: Пешке идем из града
- Предраг Гојковић Цуне: Седам села, седам мојих цура
- Сафет Исовић: Севдахом сам гору окитио
- Станиша Стошић: Срце моје
- Милан Бабић: Село моје мало
- Маринко Роквић: Лажно је вино
- Милена Плавшић: Љубав или пријатељство
- Сњежана Комар: Љубав је као сунце
- Миле Китић: Мала из Новог Пазара
- Хасан Дудић: Довиђења младости вољена

## Дискографија
- Плава жена топла зима | Мала из Новог Пазара (1981) Дискотон
- Песме мог живота (2001) ПГП РТС
  - извор сајт Discogs